# Ion Nunweiller
Ion Nunweiller (Piatra Neamț, 9 januari 1936 – Pitești, 3 februari 2015) was een Roemeens profvoetballer.
Nunweiller begon zijn carrière bij Dinamo Boekarest in 1956. Hier speelde hij in 12 seizoenen 252 maal en scoorde 19 doelpunten. In 1968 ging hij voor 2 seizoenen naar het Turkse Fenerbahçe SK. Hij sloot zijn carrière af bij Dinamo Boekarest in 1972. Hij speelde 40 keer voor zijn land. Hij was aanwezig op de Olympische Zomerspelen 1964. Ook verschillende van zijn broers werden voetballers. Zijn broer Radu Nunweiller speelde 42 keer voor het nationale elftal. Ook Lică Nunweiller kwam vijf keer uit voor de nationale ploeg.
Ion Nunweiller overleed in 2015 op 79-jarige leeftijd.

## Statistieken
| Seizoen | Club             | Land     | Competitie | Wedstrijden | Doelpunten |
| ------- | ---------------- | -------- | ---------- | ----------- | ---------- |
| 1956/68 | Dinamo Boekarest | Roemenië | Liga 1     | 252         | 19         |
| 1968/70 | Fenerbahçe SK    | Turkije  | Süper Lig  | 91          | 7          |
| 1970/72 | Dinamo Boekarest | Roemenië | Liga 1     | 35          | 0          |
|         |                  |          | Totaal     | 378         | 26         |